# Portugal op het Eurovisiesongfestival 2009
Portugal nam deel aan het Eurovisiesongfestival 2009 in Moskou, Rusland. Het was de 44ste deelname van het land op het Eurovisiesongfestival. De RTP was verantwoordelijk voor de Portugese bijdrage voor de editie van 2009.

## Selectieprocedure
Net zoals het vorige jaar, werd dit jaar de kandidaat gekozen via een nationale finale.
Eerst was er een online voting met 24 liedjes waarvan de helft er doorgingen naar de finale.
In totaal deden er 12 liedjes mee aan de finale en de winnaar werd gekozen door televoting en een jury.

| Artiest            | Lied                                  | Punten    | Plaats    |
| ------------------ | ------------------------------------- | --------- | --------- |
| Luciana Abreu      | "Juntos vamos conseguir (Yes We Can)" | 11193     | 1         |
| Nuno & Fábia       | "Não demores (quero-te aquecer)"      | 10420     | 2         |
| Eva Danin          | "Amor mais forte que o vento"         | 10015     | 3         |
| André Rodrigues    | "Não vou voltar a mim"                | 8869      | 4         |
| Filipa Batista     | "O teu lugar"                         | 7911      | 5         |
| Romana             | "Acordem olhos doirados"              | 7087      | 6         |
| Flor-de-Lis        | "Todas as ruas do amor"               | 7024      | 7         |
| Nucha              | "Tudo está na tua mão"                | 7000      | 8         |
| Francisco Andrade  | "Voar é ver"                          | 6782      | 9         |
| Fernando Pereira   | "É o amor"                            | 6321      | 10        |
| Pedro Duvalle      | "Sinto sentido"                       | 5873      | 11        |
| Tayti              | "Amore mio, amore mio"                | 5705      | 12        |
| Nuno Norte         | "Lua sem luar"                        | 5527      | 13        |
| Angie              | "Sonhar sem limites"                  | 3073      | 14        |
| Pedro Daniel       | "Sem ti não quero acordar"            | 2774      | 15        |
| Infantes de Sagres | "O beijo de quando te vais embora"    | 2634      | 16        |
| Sérgio Lucas       | "Procuro-me em mim"                   | 2108      | 17        |
| Jackpot            | "Há sempre um mas"                    | 1926      | 18        |
| Flávio             | "Jura que ainda me amas"              | 1856      | 19        |
| Daniel Costa       | "Mais uma vez (este mar salgado)"     | 1335      | 20        |
| Lyana              | "Vivo para a paz (Peace)"             | 1061      | 21        |
| Ana Sofia          | "O meu planeta especial"              | 809       | 22        |
| Armando Gama       | "Amor mais-que-perfeito"              | 336       | 23        |
| Miguel Cervini     | "Não está"                            | Withdrawn | Withdrawn |

| Volgorde | Artiest           | Lied                                  | Jury | Jury | Televoting | Televoting | Totaal | Plaats |
| -------- | ----------------- | ------------------------------------- | ---- | ---- | ---------- | ---------- | ------ | ------ |
| 1        | Nucha             | "Tudo está na tua mão"                | 78   | 3    | 2%         | 1          | 4      | 9      |
| 2        | Romana            | "Acordem olhos doirados"              | 124  | 6    | 3%         | 2          | 8      | 7      |
| 3        | Filipa Batista    | "O teu lugar"                         | 130  | 7    | 6%         | 5          | 12     | 4      |
| 4        | André Rodrigues   | "Não vou voltar a mim"                | 31   | 1    | 2%         | 0          | 1      | 11     |
| 5        | Luciana Abreu     | "Juntos vamos conseguir (Yes We Can)" | 107  | 4    | 28%        | 12         | 16     | 3      |
| 6        | Nuno Norte        | "Lua sem luar"                        | 143  | 8    | 5%         | 4          | 12     | 4      |
| 7        | Tayti             | "Amore mio, amore mio"                | 21   | 0    | 4%         | 3          | 3      | 10     |
| 8        | Fernando Pereira  | "É o amor"                            | 15   | 0    | 2%         | 0          | 0      | 12     |
| 9        | Eva Danin         | "Amar mais forte que o vento"         | 109  | 5    | 7%         | 7          | 12     | 4      |
| 10       | Francisco Andrade | "Voar é ver"                          | 145  | 10   | 9%         | 8          | 18     | 2      |
| 11       | Flor-de-Lis       | "Todas as ruas do amor"               | 217  | 12   | 25%        | 10         | 22     | 1      |
| 12       | Nuno & Fábia      | "Não demores (quero-te aquecer)"      | 40   | 2    | 7%         | 6          | 8      | 8      |

## In Moskou
In Rusland moest Portugal optreden als zestiende in de eerste halve finale, na Finland en voor Malta.
Na de puntentelling bleek dat Portugal als 8ste was geëindigd met een totaal van 70 punten, wat ervoor zorgde dat men zich voor de tweede keer gekwalificeerd had voor de finale.
Men ontving 1 keer het maximum van de punten.
Nederland zat in de andere halve finale en België had 6 punten over voor deze inzending.
In de finale trad men aan als 6de, net na Kroatië en voor IJsland.
Op het einde van de avond bleek dat men 57 punten, wat een 15de plaats opleverde.
Nederland en België hadden respectievelijk 0 en 6 punten over voor deze inzending.

### Gekregen punten

#### Halve Finale 1
| 12 punten | 10 punten     | 8 punten                         | 7 punten                                  | 6 punten                       |
| --------- | ------------- | -------------------------------- | ----------------------------------------- | ------------------------------ |
| - Andorra | - Zwitserland | - IJsland                        | - Duitsland - Roemenië                    | - België - Verenigd Koninkrijk |
| 5 punten  | 4 punten      | 3 punten                         | 2 punten                                  | 1 punt                         |
|           |               | - Bosnië en Herzegovina - Zweden | - Bulgarije - Finland - Israël - Tsjechië |                                |

#### Finale
| 12 punten | 10 punten     | 8 punten  | 7 punten                         | 6 punten                |
| --------- | ------------- | --------- | -------------------------------- | ----------------------- |
|           | - Zwitserland | - Spanje  | - Frankrijk - IJsland - Tsjechië | - Andorra - België      |
| 5 punten  | 4 punten      | 3 punten  | 2 punten                         | 1 punt                  |
|           |               | - Estland | - Slovenië                       | - Bosnië en Herzegovina |

| Jury punten finale | Jury punten finale | Jury punten finale | Jury punten finale       | Jury punten finale                            |
| 12 punten          | 10 punten          | 8 punten           | 7 punten                 | 6 punten                                      |
| ------------------ | ------------------ | ------------------ | ------------------------ | --------------------------------------------- |
| - Tsjechië         | - België           |                    | - Spanje - Zwitserland   | - Bosnië en Herzegovina - Estland - Slowakije |
| 5 punten           | 4 punten           | 3 punten           | 2 punten                 | 1 punt                                        |
|                    |                    | - IJsland - Servië | - Denemarken - Duitsland |                                               |

| Televoting punten finale | Televoting punten finale | Televoting punten finale | Televoting punten finale | Televoting punten finale |
| 12 punten                | 10 punten                | 8 punten                 | 7 punten                 | 6 punten                 |
| ------------------------ | ------------------------ | ------------------------ | ------------------------ | ------------------------ |
| - Andorra                | - Frankrijk              | - Zwitserland            | - IJsland - Spanje       |                          |
| 5 punten                 | 4 punten                 | 3 punten                 | 2 punten                 | 1 punt                   |
|                          |                          |                          |                          | - Verenigd Koninkrijk    |

### Punten gegeven door Portugal

#### Halve Finale 1
Punten gegeven in de halve finale:
| 12 punten | IJsland               |
| 10 punten | Roemenië              |
| 8 punten  | Zweden                |
| 7 punten  | Bosnië en Herzegovina |
| 6 punten  | Malta                 |
| 5 punten  | Turkije               |
| 4 punten  | Israël                |
| 3 punten  | Andorra               |
| 2 punten  | Zwitserland           |
| 1 punt    | Montenegro            |

#### Finale
Punten gegeven in de finale:
| 12 punten | Moldavië            |
| 10 punten | Verenigd Koninkrijk |
| 8 punten  | IJsland             |
| 7 punten  | Spanje              |
| 6 punten  | Oekraïne            |
| 5 punten  | Noorwegen           |
| 4 punten  | Armenië             |
| 3 punten  | Turkije             |
| 2 punten  | Roemenië            |
| 1 punt    | Duitsland           |

| 12 punten | Verenigd Koninkrijk   |
| 10 punten | Moldavië              |
| 8 punten  | Armenië               |
| 7 punten  | IJsland               |
| 6 punten  | Turkije               |
| 5 punten  | Duitsland             |
| 4 punten  | Denemarken            |
| 3 punten  | Israël                |
| 2 punten  | Bosnië en Herzegovina |
| 1 punt    | Noorwegen             |

| 12 punten | Spanje              |
| 10 punten | Moldavië            |
| 8 punten  | Oekraïne            |
| 7 punten  | Noorwegen           |
| 6 punten  | IJsland             |
| 5 punten  | Roemenië            |
| 4 punten  | Verenigd Koninkrijk |
| 3 punten  | Zweden              |
| 2 punten  | Rusland             |
| 1 punt    | Azerbeidzjan        |

1964 · 1965 · 1966 · 1967 · 1968 · 1969 · 1970 · 1971 · 1972 · 1973 · 1974 · 1975 · 1976 · 1977 · 1978 · 1979 · 1980 · 1981 · 1982 · 1983 · 1984 · 1985 · 1986 · 1987 · 1988 · 1989 · 1990 · 1991 · 1992 · 1993 · 1994 · 1995 · 1996 · 1997 · 1998 · 1999 · 2000 · 2001 · 2002 · 2003 · 2004 · 2005 · 2006 · 2007 · 2008 · 2009 · 2010 · 2011 · 2012 · 2013 · 2014 · 2015 · 2016 · 2017 · 2018 · 2019 · 2020 · 2021 · 2022 · 2023 · 2024 · 2025